# روي ميدفيديف
روي ألكسندروفيتش ميدفيديف (مواليد 14 نوفمبر 1925) (بالروسية: Рой Алекса́ндрович Медве́дев) هو كاتب سياسي روسي.

## مسيرته
ولد ميدفيديف في تبليسي بجورجيا، لديه أخ توأم هو عالم الأحياء زورس ميدفيديف (Zhores Medvedev). من وجهة نظر ماركسية، انتقد روي السكرتير العام للحزب الشيوعي السوفيتي جوزيف ستالين، والستالينية بشكل عام خلال الحقبة السوفيتية. في أوائل الستينات، كان ميدفيديف يعمل في منشورات ساميزدات. كان ينتقد الطبيعة اللا علمية لليسينكوية.
طرد ميدفيديف من الحزب الشيوعي في عام 1969 بعد نشر كتابه (Let History Judge).
يدعم ميدفيديف الرئيس الحالي لروسيا فلاديمير بوتين.

## روابط خارجية
- روي ميدفيديف على موقع IMDb (الإنجليزية)
- روي ميدفيديف على موقع الموسوعة البريطانية (الإنجليزية)
- روي ميدفيديف على موقع مونزينجر (الألمانية)